# Federal Way
Federal Way är en stad (city) i King County i delstaten Washington i USA. Staden hade 101 030 invånare, på en yta av 61,39 km² (2020). Den ligger i Seattles storstadsområde.